# Reserva biológica Cerro Plateado
La Reserva biológica Cerro Plateado (RBCP) es un área natural protegida localizada al suroriente de Ecuador en la provincia de Zamora Chinchipe, cantón Nangaritza, parroquia Zurmi. En el año de 2007, la Unesco, la declara zona núcleo de la Reserva de Biosfera Podocarpus- El Cóndor.

## Características físicas

### Clima
La temperatura promedio anual que se presenta es de 10 °C a 20 °C y sus precipitaciones oscilan entre 2.000 y 3.000 milímetros.

## Patrimonio vegetal
Su vegetación se caracteriza por poseer bosque denso piemontano, bosque denso montano, arbustal denso montano y páramo arbustivo. 
Además, en la cuenca del río Nangaritza posee gran riqueza florística con especies como Pteridophyta, y familias como Podocarpaceae, Acanthaceae, Amaranthaceae, Amaryllidaceae, Anacardiaceae, Annonaceae, Bignoniaceae, Bombacaceae, Cactaceae, Caricaceae, Chloranthaceae, Dichapetalaceae, Elaeocarpaceae, Ericaceae, Flacourtiaceae, Gentianaceae, Gesneriaceae, Lacistemataceae, Lauraceae y más.
Su objetivo principal es conservar ecosistemas completos y sus especies, poco alterados y con mínima presencia humana. Pueden realizarse investigación biológica, ecológica y ambiental, así como la educación ambiental.
El nivel de restricción de uso es alto para garantizar el desarrollo de los procesos ecológicos. Descubierto por un científico llamado Luis Gutiérrez que vivió desde el 1978 hasta el día de hoy